# 케냐 프리미어리그
케냐 프리미어리그는 케냐의 남자 축구 프로 리그이다. 케냐 축구 리그 시스템의 최상위 리그로 1963년 케냐 축구 연맹 아래 출범했다. 16개의 팀이 참가하며 하위 리그인 케냐 내셔널 슈퍼 리그와 승강제를 실시한다. 고르 마히아가 16회로 가장 많이 우승한 팀이다.